# Filástica
En náutica, la filástica (cordón, ant. filaciga) es el hilo con que están formados los cordones los cabos y cables.

## Etimología
Antiguamente se denominaba filaciga. Además se llama también cordón.